# Anne Cibis
Anne Cibis, z domu Möllinger (ur. 27 września 1985 w Wormacji) – niemiecka lekkoatletka, sprinterka specjalizująca się w biegach sprinterskich, dwukrotna uczestniczka letnich igrzysk olimpijskich (Pekin 2008, Londyn 2012).
Największy sukces odniosła na mistrzostwach świata w Berlinie zdobywając brązowy medal w sztafecie 4 × 100 metrów. W składzie sztafety biegły wówczas również Verena Sailer, Cathleen Tschirch i Marion Wagner.

## Osiągnięcia
- dwa srebrne medale młodzieżowych mistrzostw Europy (sztafeta 4 x 100 m, Erfurt 2005 i Debreczyn 2007)
- 5. lokata na igrzyskach olimpijskich (sztafeta 4 x 100 m, Pekin 2008)
- 3. miejsce podczas superligi drużynowych mistrzostw Europy (sztafeta 4 x 100 m, Leiria 2009)
- brąz mistrzostw świata (sztafeta 4 x 100 m, Berlin 2009)
- 7. miejsce na mistrzostwach Europy (bieg na 100 metrów, Helsinki 2012)
- złoto mistrzostw Europy (sztafeta 4 × 100 m, Helsinki 2012).

## Rekordy życiowe
- bieg na 100 metrów – 11,33   (3 lipca 2010, Mannheim)
- bieg na 200 metrów – 23,15 (28 maja 2012, Strasburg)
- bieg na 200 metrów (hala) – 23,51 (22 lutego 2009, Lipsk)